# Баштовий корабель

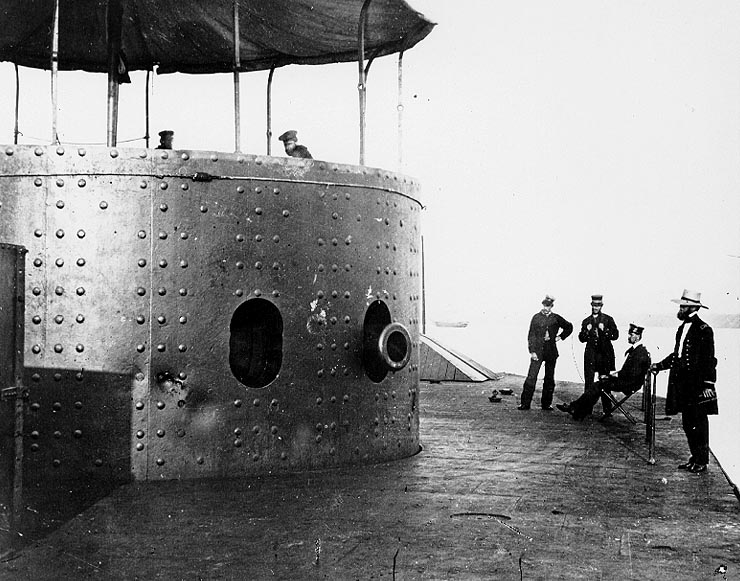
Башта USS Monitor.

Баштовий панцерник — тип компонування бойових кораблів 19-го століття, в якому гармати було встановлено в обертових гарматних баштах, замість традиційного бортового розташування гармат.

## Історія

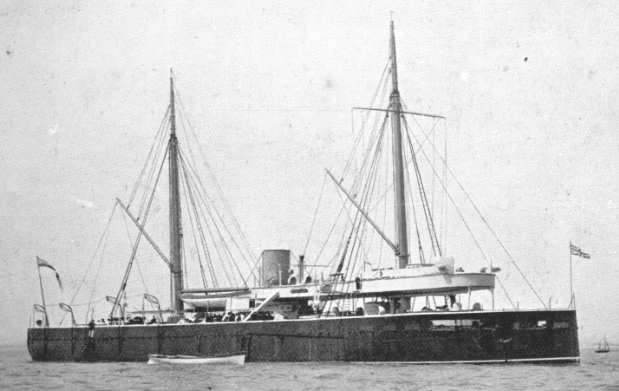
HMS Prince Albert, перший баштовий корабель, побудований морським інженером Каупером Фіпсом Коулзом.

До появи великокаліберних далекобійних гармат у середині 19-го століття, класичний лінійний корабель мав ряди бортових гармат на декількох батарейних палубах. Вогнева потужність забезпечувалася великою кількістю гармат, які могли стріляти лише по обмеженій дузі з одного борту корабля. Через викликану ними нестабільність, на кораблі можна було мати лише кілька великих та важких гармат. На перших броненосцях вони інколи вони були встановлені в каземати. Крім того, каземати розташовувалися біля ватерлінії, тому вони могли затоплюватися при неспокійному морі.
Башти були збройними установками які створені для захисту команди та механізмів артилерії, а також мали можливість наводити гармати і стріляти у різних напрямах. Такі платформи можна було встановлювати нафортифікаційні будівлі або структури, такі як берегові батареї або бойову техніку, військові кораблі або на військові літаки.

## Витоки
Перші розробки гарматних башт датуються кінцем 18-го століття. Практично бойові кораблі з обертовими баштами були розроблені незалежно у Великій Британії та США з появою парових двигунів у середині 19-го століття.

### Британські розробки
Під час Кримської війни, капітан Каупер Фіпс Коулз британських військово-морських сил побудував пліт з гарматами захищеними «куполами» та використав пліт, який отримав назву Леді Ненсі, для обстрілу російського міста Таганрог на Азовському морі. Леді Ненсі «довела великий успіх», а Коулз запатентував свої обертові башти після війни. Згідно з патентом Коулза, британське Адміралтейство замовило прототип башти у 1859, судно на якому вона була встановлена отримало назву плавуче батарейне судно, HMS Trusty. Воно вийшло на випробування у 1861. Судно стало першим кораблем з обертовою гарматною баштою. Метою розробки Коулза було створення корабля найбільшим можливим радіусом обстрілу, крім того, з низьким надводним бортом для зменшення помітності на воді.

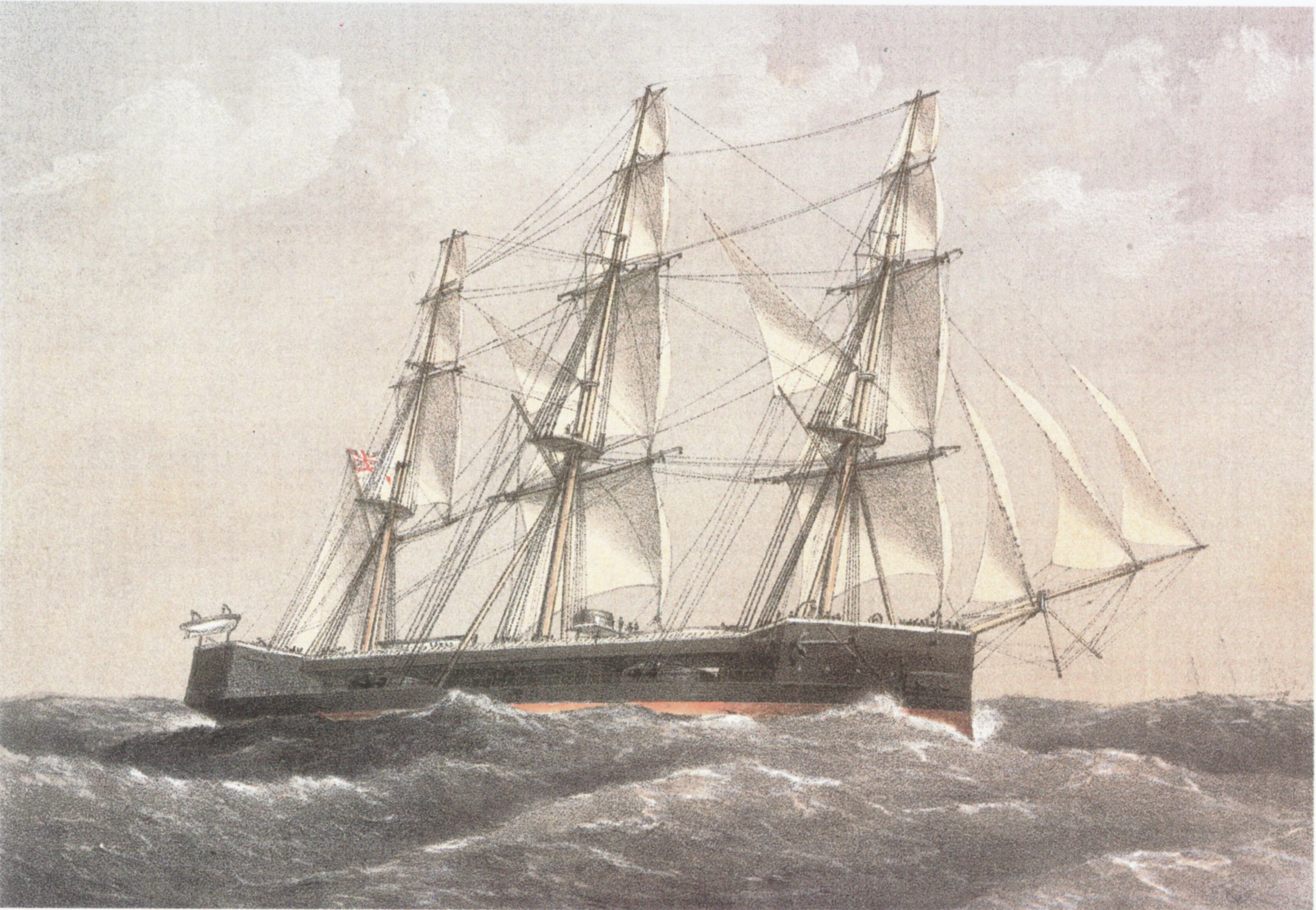
HMS Captain один з перших океанських баштових кораблів.

Британське адміралтейство визнало гарматні башти корисною інновацією і пристосувала їх на нових кораблях. Коулз представив проєкт корабля з десятьма куполоподібними баштами по дві гармати в кожній. Проєкт було відхилено як не практичний, хоча Адміралтейство все ще було зацікавлено у баштових кораблях і дало замовлення власним інженерам на розробку кращих проєктів.
Коулз заручився підтримкою принца Альберта, який написав першому лорду Адміралтейства, герцогу Сомерсету, листа на підтримку баштового корабля. У січні 1862, Адміралтейство погодилося побудувати корабель, HMS Prince Albert, який мав чотири башти і низький надводний борт, розрахований лише на мореплавство біля узбережжя. Коулзу дозволили розробити башти, але за будівництво корабля відповідав головний конструктор Ісаак Ваттс.
Інший корабель Коулза, HMS Royal Sovereign, було закінчено у серпні 1864. Його наявні бортові гармати було замінено на чотири башти на пласкій палубі, а корабель отримав 140 мм броню у поясі по ватерлінії. Перші баштові кораблі Monitor та Royal Sovereign мали погану морехідність і  могли діяти лише поблизу узбережжя. Коулз, у співпраці з сером Едвардом Джеймсом Рідом, розробив і побудував HMS Monarch, перший мореплавний бойовий корабель який мав гарматні башти. Закладений у 1866 і спущений у червні 1869, він мав дві башти, хоча наявність бака і юта не давала можливості вести вогонь з гармат вперед та назад.

### Американські розробки

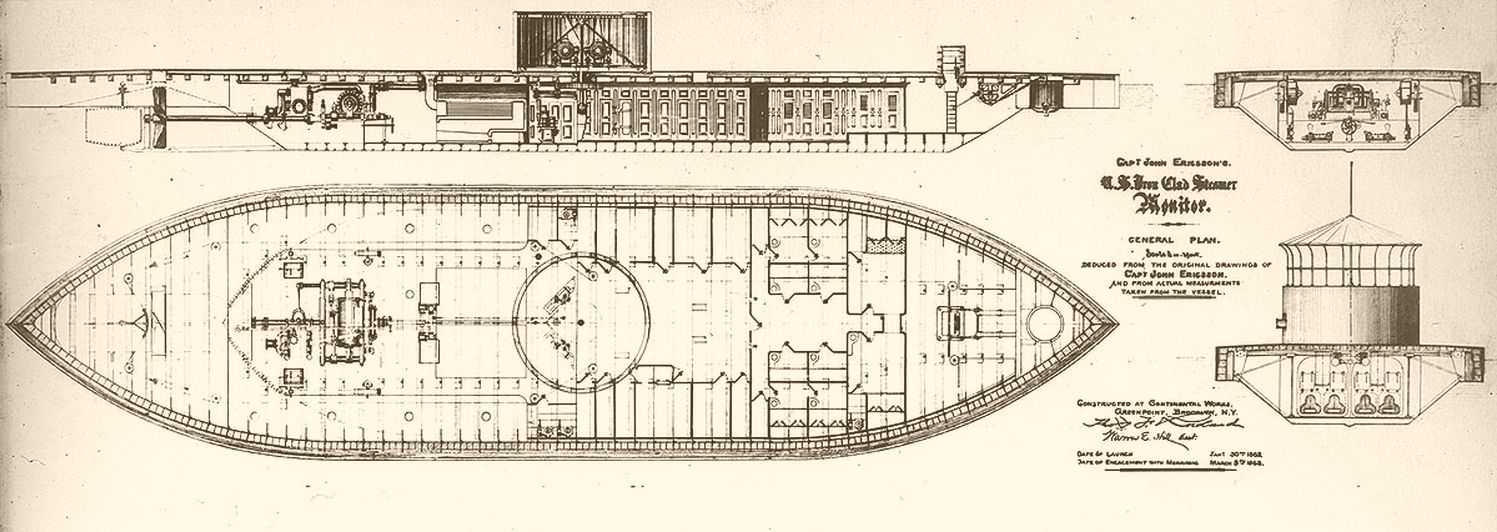
Схематичне зображення USS Monitor.

Гарматні башти у США були винайдені шведським винахідником Джоном Ерікссоном. Ерікссон розробив USS Monitor у 1861. Найбільш визначною розробкою Ерікссона стала велика циліндрична башта на міделі над низькобортним корпусом, який також називали «пліт». Пліт був більший за нижню, традиційну, частину корабля. На носу було розташовано невелику броньовану рубку, її розташування заважало Монітору стріляти з гармат вперед.  Одним з основних завдань Ерікссона було створити корабель з найменшим профілем.
Кругла форма башти допомагали відбивати ядра. Башта оберталася завдяки парі парових машин; повний оберт було зроблено за 22,5 секунди під час тестувань 9 лютого 1862. Така конструкція технічно поступалася розробка Коулза та ускладнювала керування баштою. Якщо при обертанні башта проходила потрібну відмітку, відкоригувати її було важко. Потрібно було двигун перекладати на реверс або робити ще один оберт.
Разом з гарматами вага башти складала приблизно 163 тонни; всю вагу тримав залізний шпиндель який підіймали за допомогою клина, до того як починали обертати башту. Шпиндель мав діаметр 23 см. Коли башту не використовували, вона лежала на латунному кільці для запобігання проникненню води. Хоча на службі течі були великими не зважаючи на конопачення щілин командою. Щілина між баштою та палубою була проблемою, тому що сміття та осколки потрапляли у щілину та заклинювали башти на деяких моніторах класу Пассаїк, які мали такі самі башти, під час першої битви у гавані Чарльстон у квітні 1863. Прямі влучання в башту важких снарядів також могли зігнути шпиндель, що також могло заклинити башту.
Башта була розрахована на дві 380-мм гладкоствольні гармати Дальгрена, але вони не були готові. Тому було встановлено 280 мм гармати. Кожна гармата важила приблизно 7300 кг. Гармати Монітора мали 6,8 кг порохові заряди мали вказівки на боєприпасах для «віддалених», «близьких» та «звичайних» пострілів, які встановив на гармати сам Дальгрен. Вони могли стріляти 61,7 кг круглими ядрами або снарядами на відстань у 3340 метрів з кутом піднесення у +15°.

## Кульмінація

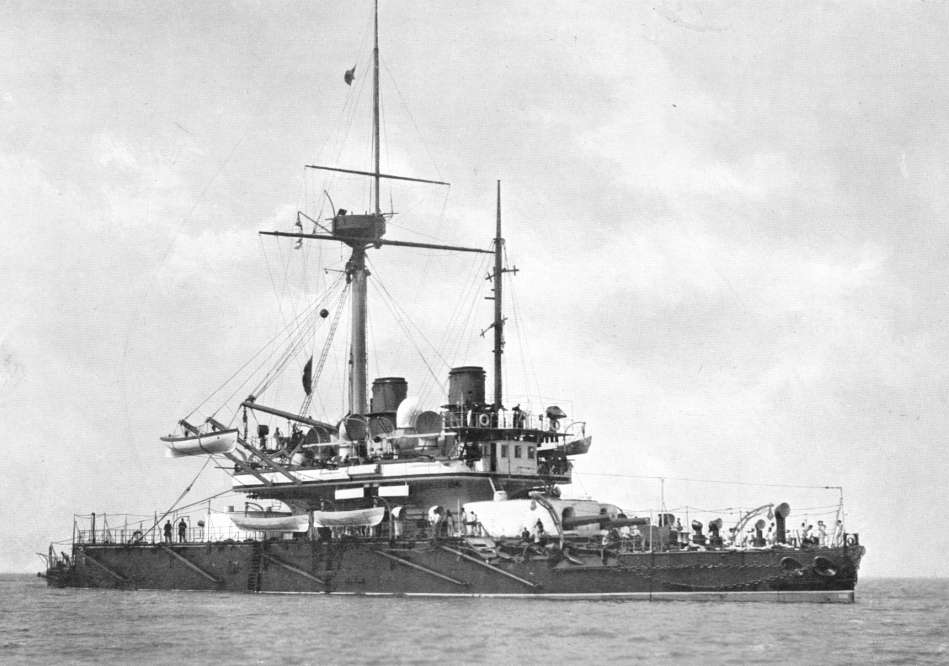
HMS Thunderer з гідравлічними приводами башт став переходом до сучасних лінійних кораблів.

HMS Devastation 1871 та HMS Thunderer 1872 стали кульмінацією цих новаторських робіт. Ці баштові панцерники були розроблені Едвардом Джеймсом Рідом, Вони також стали першими в світі безщогловими лінійними кораблями, з центральною надбудовою, і які стали прототипами для всіх майбутніх кораблів, що призвели до появи сучасних лінкорів.

## Виноски
1. ↑  Пізніше Ерікссон визнав, що це був серйозний недолік у конструкції корабля і рубка повинна була розташовуватися на башті.